# Wiktor Mużenko
Wiktor Mykołajowycz Mużenko (ukr. Віктор Миколайович Муженко, ur. 10 października 1961 w Wystupowyczach) – ukraiński wojskowy, Generał Armii Ukrainy, szef Sztabu Generalnego Sił Zbrojnych Ukrainy (2014–2019), wcześniej dowódca 8 Korpusu Armijnego (2010–2012).

## Życiorys
W 1983 roku ukończył Wyższą Leningradzką Szkołę Dowodzenia Wojskowego. Następnie służył w Zakaukaskim Okręgu Wojskowym, gdzie został dowódcą zmotoryzowanego batalionu piechoty. W 1992 roku przeniósł się do Karpackiego Okręgu Wojskowego.
W 1996 roku ukończył Akademię Sił Zbrojnych Ukrainy. W latach 2000–2003 był szefem sztabu i zastępcą dowódcy oddziału Dyrekcji Terytorialnej „Północ”. Od kwietnia 2003 do lipca 2004 roku pełnił funkcję szefa sztabu i zastępcy dowódcy brygady zmechanizowanej ukraińskiego kontyngentu sił pokojowych w Iraku. W 2005 roku ukończył ministerialne szkolenie dowodzenia na poziomie operacyjnym i strategicznym Akademii Obrony Narodowej Ukrainy. W 2005 roku został zastępcą szefa sztabu Korpusów Armijnych Wojsk Lądowych Sił Zbrojnych Ukrainy, stanowisko to pełnił do 2010 roku.
W latach 2010–2012 służył jako dowódca 8 Korpusu Armijnego. 10 maja 2012 roku został mianowany zastępcą szefa Sztabu Generalnego Sił Zbrojnych Ukrainy. 24 sierpnia 2012 roku otrzymał stopień generała porucznika. Został wybrany na deputowanego do Rady Obwodu Żytomierskiego z ramienia Partii Regionów, ale opuścił to ugrupowanie w lutym 2014 roku. Dekretem pełniącego obowiązki prezydenta Ukrainy Ołeksandra Turczynowa z 20 maja 2014 roku został mianowany pierwszym zastępcą szefa centrum antyterrorystycznego Służby Bezpieczeństwa Ukrainy.
Otrzymał nominację na stanowisko szefa Sztabu Generalnego z rąk prezydenta Petra Poroszenki 3 lipca 2014 roku, po tym gdy jego poprzednik, gen. Mychajło Kucyn, trafił do szpitala ze wstrząsem mózgu (został ranny podczas wojny w Donbasie w 2014 roku). Mużenko dowodził ukraińskimi siłami zbrojnymi w kolejnych etapach tej wojny, aż do 2019 roku.